# Atilio Pelossi
Atilio Pelossi (San José de Mayo 12 de octubre de 1899-Montevideo 11 de junio de 1925) fue un obrero y electricista uruguayo, nombrado 'Primer héroe civil' de Uruguay en 1925 al perecer en un incendio intentando salvar la vida de una joven.

## Biografía
Pelossi nació 12 de octubre de 1899 San José de Mayo, Uruguay y es conocido en Uruguay por su heroísmo al morir tratando de salvar la vida de una joven durante un incendio.
En la tarde del 11 de junio de 1925 cuando se disponía a volver a su hogar caminando (o en bicicleta de acuerdo con otras versiones) por las calles del centro de Montevideo al acercarse a la esquina de Río Negro y Uruguay, advirtió que frente al Teatro Victoria (Montevideo) en la calle Río Negro entre Mercedes y Uruguay –una vivienda sede de la empresa  Fox Film– una densa humareda estaba en llamas. El griterío de los vecinos le hicieron detenerse: "¡Los bomberos ¡Llamen a los bomberos!", gritaba entre sollozos una señora desde la acera. Atilio, conmovido, se mantenía expectante. Los minutos pasaban y los bomberos no llegaban desde su cuartel en la Plaza Artola hoy llamada Plaza de los Treinta y Tres. Las llamas eran cada vez más altas y el humo cada vez más denso. Fue entonces que alguien gritó: "¡Asunción no salió!' ¡Estaba adentro y no salió!”. Asunción Muñoz había quedado dentro atrapada por las llamas y el humo en el interior de la vivienda produjo confusión y una consternación general entre los espectadores, que no atinaban a reaccionar. Sin embargo, Atilio (quien 6 años antes había rescatado a una joven de las aguas de la Bahía de Montevideo) no vaciló. Considerando su deber salvar a la desconocida, con un coraje ejemplar se introdujo en la vivienda en llamas con un pañuelo cubriendo su boca. Momentos de aguda tensión se vivieron entre los que presenciaron el gesto heroico de Atilio, pero a medida que pasaban los minutos y cuando los techos comenzaron a desplomarse, perdieron toda esperanza y se convencieron de que las víctimas serían dos. El parte del Cuerpo de Bomberos confirmó más tarde que el siniestro había cobrado dos víctimas fatales: Asunción Muñoz y Atilio Pelossi. De acuerdo con versiones de los espectadores, cuando se hallaron los dos cuerpos calcinados, se advertía que Atilio estuvo cerca de salir con Asunción en brazos, pero sucumbió cerca de la puerta con ella en sus brazos.

## Homenajes
Su memoria ha sido consagrada con el título de "Primer Héroe Civil", en 1929 Dionisio Díaz también se convertiría en héroe civil de Uruguay.
Varios tangos lo recordarán: "Atilio Pelossi" de Doroteo Andrada, grabado por Julio de Caro en Argentina, por César Zagnoli "El potrillo" en Uruguay y "Pelossi", de Pécora y Juan Carlos Barthe, con registros de Francisco Lomuto e Ignacio Corsini. Así mismo, recibió el homenaje en el nomenclátor de su ciudad natal San José de Mayo y en el barrio Prado una de sus avenidas principales lleva su nombre.
El grupo Scouts Atilio Pelossi miembros de los Scouts de Uruguay, lleva su nombre desde su fundación en 1963.